# Pseudembia immsi
Pseudembia immsi is een insectensoort uit de familie Embiidae, die tot de orde webspinners (Embioptera) behoort. De soort komt voor in India.
Pseudembia immsi is voor het eerst wetenschappelijk beschreven door Davis in 1939.